# HD 84461
HD 84461，又名CP-53 2788，SAO 237268、HR 3875，是一颗恒星，视星等为5.56，位于銀經277.43，銀緯-0.59，其B1900.0坐标为赤經9h 40m 18.5s，赤緯-53° -0.59′ 0″。